# Grania monospermatheca
Grania monospermatheca is een ringworm uit de familie van de Enchytraeidae. De wetenschappelijke naam van de soort is voor het eerst geldig gepubliceerd in 1976 door Erséus & Lasserre.